# Rancho Neverland
Sycamore Valley Ranch, anteriormente conhecido como Rancho Neverland (Neverland Ranch), Neverland Valley Ranch ou simplesmente Neverland (Terra do Nunca), é uma propriedade no Condado de Santa Bárbara, na Califórnia. Localizada na 5225 Figueroa Mountain Road, em Los Olivos, a propriedade está situada às margens da Floresta Nacional de Los Padres. Foi a casa e o parque de diversões privado do artista estadunidense Michael Jackson de 1988 a 2005. O rancho está localizado aproximadamente a oito quilômetros ao norte de Los Olivos, uma área não incorporada, e cerca de 13 quilômetros ao norte da cidade de Santa Ynez.
Originalmente chamada de Zaca Laderas Ranch, a propriedade foi renomeada para Sycamore Valley Ranch logo após ser comprada pelo promotor imobiliário William Bone em 1981. Em 1988, o rancho foi vendido para Michael Jackson, que o renomeou para Neverland (Terra do Nunca), em referência à ilha fictícia na história de Peter Pan, um menino que nunca cresce. Michael Jackson havia visitado o rancho pela primeira vez quando visitou Paul McCartney, que estava hospedado lá durante as filmagens do vídeoclipe "Say Say Say" em 1983. De acordo com a irmã de Michael Jackson, La Toya, na época ele manifestou interesse em um dia possuir a propriedade.
Michael Jackson deixou a propriedade em 2005, logo após sua absolvição das acusações de abuso sexual infantil, e nunca mais retornou. Ele foi proprietário da propriedade até sua morte em 2009. Após várias quedas de preço, o empresário bilionário estadunidense Ronald Burkle, um amigo próximo da família de Michael, comprou a propriedade em 2020 por 22 milhões de dólares.

## Contexto

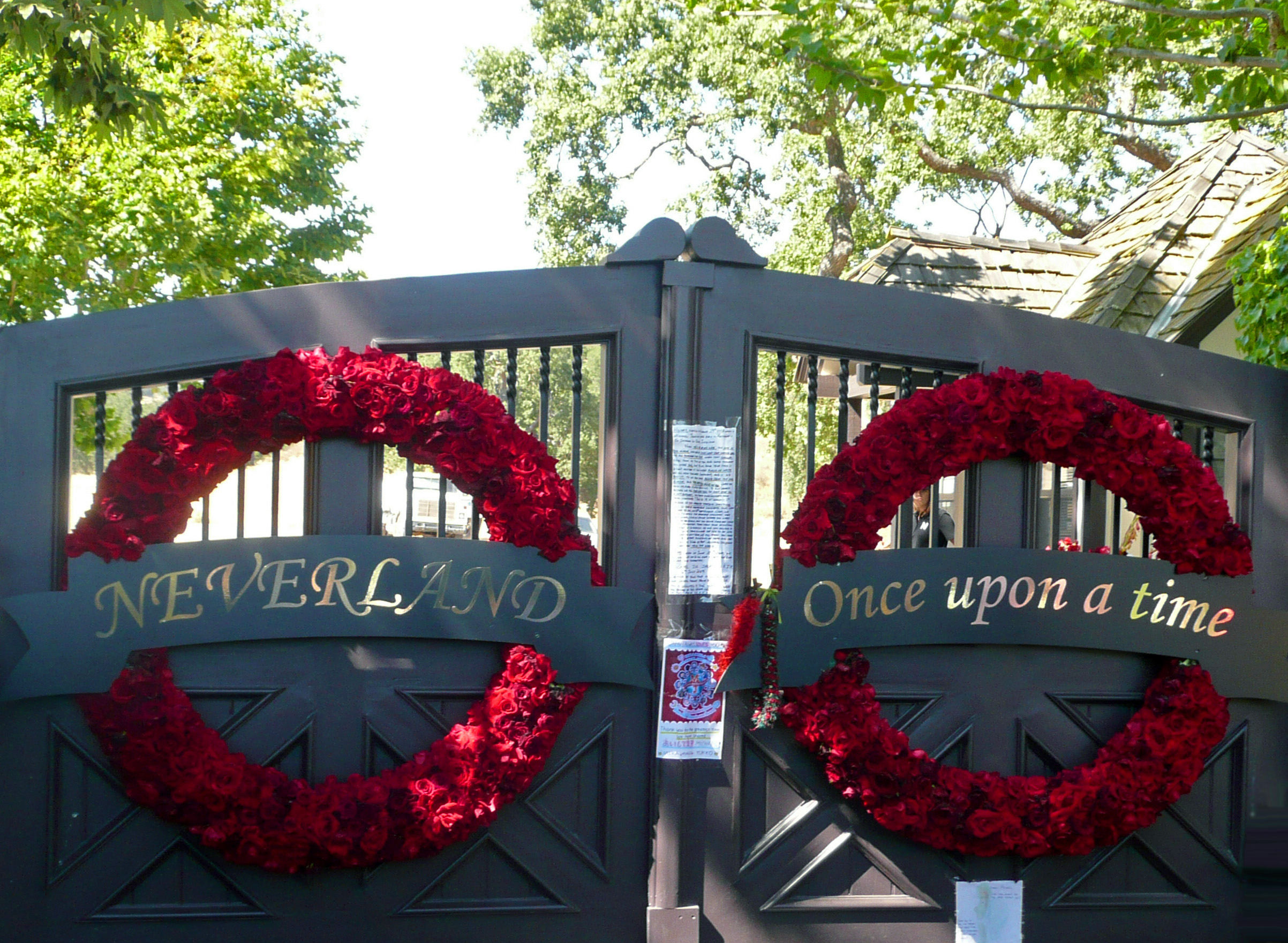
Portão do Rancho Neverland

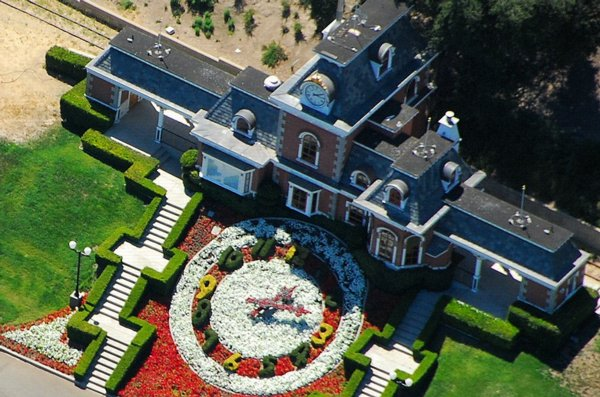
A estação de trem de Neverland, Katherine Station, com relógio floral

A propriedade era originalmente conhecida como Zaca Laderas Ranch na época de sua compra pelo promotor imobiliário William Bone em 1981. Bone renomeou a propriedade para Sycamore Valley Ranch e mudou-se para lá com sua família. Bone contratou o arquiteto Robert Altevers para projetar os edifícios principais do rancho e os dois passaram dois anos e meio pesquisando potenciais projetos e ideias. A casa principal, com uma área de 1 200 metros quadrados, foi concluída em 1982, com base em um projeto de Altevers, com jardins formais, uma ponte de pedra e um lago de 1,5 hectares com uma cachoeira de 1,5 metros. Bone disse mais tarde que, ao construir a casa, ele teve "...o desejo de expressar tudo o que aprendi em 15 anos de construção de casas... Eu consegui aqui todas as coisas que eu queria fazer no meu negócio, mas não pude”. Ele havia pensado em converter a propriedade em um clube de campo, mas não o fez.

## Residência de Michael Jackson
Antes de se mudar para o rancho, Michael Jackson morava com sua família em Hayvenhurst. Ele comprou a propriedade de Bone em março de 1988 por uma quantia desconhecida. Algumas fontes indicam 19,5 milhões de dólares enquanto outras sugerem que foi mais próximo de 30 milhões. A propriedade foi inicialmente adquirida por um contrato de fidúcia com o advogado de Michael Jackson, John Branca, e seu contador, Marshall Gelfand, como administradores, por razões de privacidade. O acordo foi posteriormente rescindido por Michael Jackson em abril de 1988 e ele se tornou o proprietário definitivo da propriedade. Era a casa de Michael Jackson, bem como seu parque de diversões privado, com inúmeras estátuas de jardim artísticas e um minizoológico.
A propriedade incluía três ferrovias: uma de bitola estreita de 914 milímetros chamada "Neverland Valley Railroad", com uma locomotiva a vapor chamada Katherine em homenagem à sua mãe (modelo Crown 4-4-0 (2B), construído em 1973), e dois vagões. A outra era uma ferrovia de bitola estreita de 610 milímetros, com uma locomotiva réplica do modelo C. P. Huntington, fabricada pela Chance Rides. Havia também um trem elétrico particular feito sob medida que foi comprado por Michael Jackson para seus filhos, Michael Jr., Paris e Michael II. O trem foi fabricado em 2001 pela empresa alemã Elektro-Mobiltechnik. O trem foi montado no pátio de Neverland atrás da casa principal e tinha 30 metros de trilho.
Na propriedade havia também uma roda-gigante, um carrossel, um Zipper, polvo giratório, barco pirata, Wave Swinger, um escorregador gigante (Super Slide), uma montanha-russa, carrinhos de bate-bate e um fliperama. O closet principal também continha um sala de segurança.
Alguns dos eventos que aconteceram no Rancho incluíram o casamento de Elizabeth Taylor e Larry Fortensky em 1991 e a entrevista ao vivo de Oprah Winfrey com Michael Jackson em 1993. Em 1995, Michael Jackson e sua então esposa Lisa Marie Presley-Jackson receberam crianças de todo o mundo para um Congresso Mundial das Crianças de três dias — uma série de seminários e workshops sobre questões que afetam crianças ao redor do globo — como parte da celebração do 50.º aniversário das Nações Unidas.
O Rancho Neverland foi extensivamente vasculhado por policiais em conexão com o caso People v. Jackson depois que ele recebeu múltiplas acusações de molestar um menor em 2003. Michael Jackson foi absolvido de todas as acusações. No entanto, ele afirmou que nunca mais moraria na propriedade, pois não considerava mais o rancho um lar. Michael não retornou a Neverland. A irmã de Michael, La Toya, escreveu sobre sua experiência de ficar no rancho durante o julgamento de seu irmão em seu livro de memórias de 2012, Starting Over. A casa principal do Rancho Neverland foi fechada como medida de redução de custos, enquanto Michael vivia no Bahrein, hospedado pelo Sheik Abdullah, filho do governante.
O Rancho Neverland teve um papel central nas acusações de abuso sexual infantil contra Michael Jackson; é um dos principais locais onde os acusadores de Jackson afirmaram que o abuso sexual ocorreu. A associação do rancho com alegações de abuso sexual foi descrita como uma possível razão para uma diminuição significativa no valor.

## Status financeiro

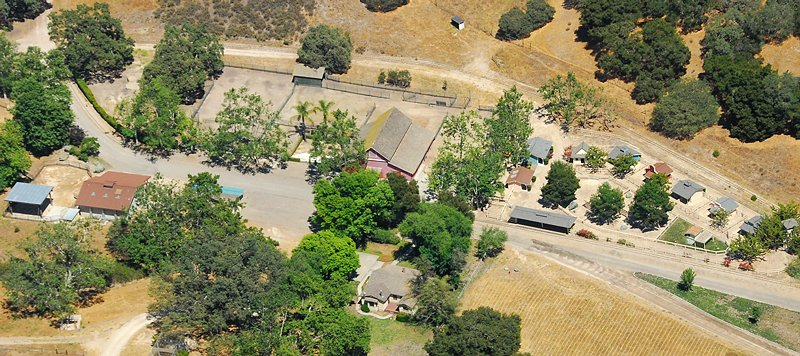
Antigos prédios do zoológico, julho de 2009

Relatórios de processos de execução hipotecária contra o Rancho Neverland foram publicados em 2007. Um porta-voz de Michael Jackson disse que o empréstimo estava apenas sendo refinanciado e que Jackson (e posteriormente seu espólio) permanecia como o principal detentor das ações, com uma retenção legal de 87,5% do rancho.
Em 25 de fevereiro de 2008, Michael Jackson recebeu a notícia da Financial Title Company, a administradora, que, a menos que ele pagasse 24,5 milhões de dólares até 19 de março, um leilão público seria realizado com a venda do terreno, dos edifícios e outros itens, como os brinquedos, trens e arte. Em 13 de março de 2008, o advogado de Jackson, L. Londell McMillan, anunciou que um acordo privado havia sido alcançado com o grupo de investimento privado, Fortress Investment, para preservar a propriedade de Michael Jackson no rancho. Antes do acordo, Michael Jackson devia três meses de atraso na propriedade. McMillan não revelou os detalhes do negócio.
Em 12 de maio de 2008, um leilão de execução hipotecária do rancho foi cancelado depois que a Colony Capital, uma empresa de investimentos administrada pelo bilionário Tom Barrack, comprou o empréstimo, que estava inadimplente. O preço de venda foi de 22,5 milhões de dólares. Em um comunicado à imprensa, Michael Jackson declarou: "Estou satisfeito com os desenvolvimentos recentes envolvendo o Rancho Neverland e estou em discussões com a Colony e Tom Barrack em relação ao rancho e outros assuntos que me permitirão focar no futuro."
Em 10 de novembro de 2008, Michael Jackson transferiu o título para a Sycamore Valley Ranch Company, LLC, e vizinhos relataram atividade imediata na propriedade, incluindo os brinquedos do parque de diversões sendo transportados ao longo da rodovia. Michael Jackson ainda possuía uma participação desconhecida na propriedade, já que o Sycamore Valley Ranch era um empreendimento conjunto entre Michael Jackson (representado por seu advogado, L. Londell McMillan) e uma afiliada da Colony Capital. O Escritório do Avaliador do Condado de Santa Bárbara afirmou que Michael Jackson vendeu uma proporção desconhecida de seus direitos de propriedade por 35 milhões de dólares. As notícias subsequentes, entretanto, indicaram que a Colony Capital havia investido apenas 22,5 milhões na propriedade. De qualquer forma, fontes confiáveis indicam que a Colony é a proprietária majoritária.

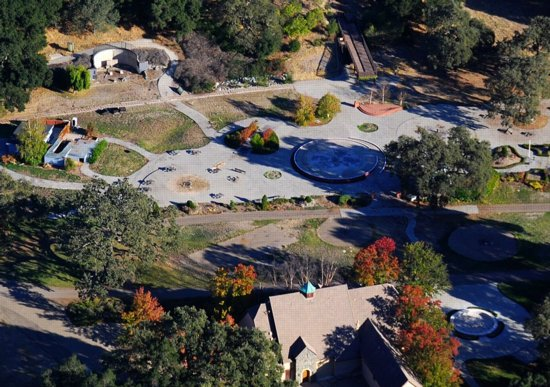
Foto aérea das atrações removidas, em 2008

Kyle Forsyth, gerente de projetos da Colony, descreveu os edifícios em estilo Tudor da propriedade e os campos semelhantes a savanas como "uma combinação de mansão campestre inglesa com a atmosfera do Quênia". A Colony esperava vender o rancho, localizado no Condado de Santa Barbara, na sua totalidade. Forsyth afirmou que subdividi-lo "o destruiria".
As atrações Zipper, Lolly Swing e Spider foram compradas pela Helm and Sons Amusements, que também comprou atrações para Michael enquanto o parque de diversões privado de Neverland estava em operação. A Butler Amusements, de Fairfield, Califórnia, comprou seis das atrações. Desde a venda, esses brinquedos têm aparecido em feiras de condados e estados em toda a Califórnia, Óregon e Washington, às vezes com placas que descrevem sua origem em Neverland. A Archway Amusements Corp de Imperial, Missouri, comprou a roda-gigante de 20 metros que foi originalmente feita sob medida para Michael Jackson em 1990 por 215 000 dólares pelo fabricante Eli Bridge Company de Jacksonville, Illinois.
Algumas atrações foram instaladas de forma mais permanente. A montanha-russa infantil Dragon Wagon está em funcionamento em Coney Island, na cidade de Nova Iorque. O barco Sea Dragon foi comprado em 2008 pelo Beech Bend Park em Bowling Green, Kentucky. Os carrinhos bate-bate foram instalados permanentemente na CalExpo, local da California State Fair. Em 2013, o bilionário herdeiro e empresário britânico Jo Bamford fez planos para comprar o rancho, mas nunca concluiu o negócio.

## Morte de Michael Jackson

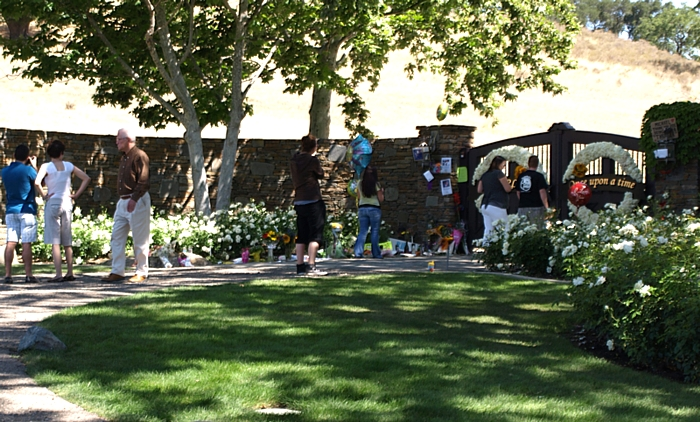
Fãs visitando o memorial improvisado montado do lado de fora da entrada do Rancho Neverland logo após a morte de Michael Jackson

Após a morte de Michael Jackson, relatos da imprensa durante 28 a 29 de junho de 2009 afirmaram que sua família pretendia enterrá-lo no Rancho Neverland, transformando-o eventualmente em um local de peregrinação para seus fãs, semelhante a como Graceland se tornou para os fãs de Elvis Presley. O pai de Michael Jackson, Joseph Jackson, mais tarde negou os relatos. Equipamentos de construção e jardineiros entraram no terreno em 1.º de julho, gerando especulações de que estavam sendo feitos preparativos para algo relacionado à morte de Jackson, mas as autoridades locais afirmaram que um enterro ali só seria permitido se os proprietários do rancho passassem por um processo de licenciamento com governo do condado e do estado antes de estabelecer um cemitério no local. O testamento de Michael Jackson em 2002 concede todo o seu patrimônio a um fundo familiar.
O rancho foi palco de duas aparições na mídia em 2 de julho de 2009. Jermaine Jackson levou Matt Lauer, do The Today Show, em um tour pela casa principal, e Jermaine foi entrevistado no terreno da casa por Larry King para seu show. Em janeiro de 2013, a artista musical Lady Gaga anunciou sua disposição em ajudar os filhos de Michael Jackson a manterem o rancho, investindo na propriedade.

## Restauração
As atrações e os animais haviam desaparecido até 2009, sendo substituídos por um jardim zen meditativo e uma área decorada com Peter Pan, um dos personagens favoritos de Michael Jackson.
Em maio de 2015, foi anunciado que o Rancho Neverland, renomeado Sycamore Valley Ranch, seria colocado à venda por um preço inicial de 100 milhões de dólares. Naquela época, a Colony NorthStar havia concluído extensas reformas na propriedade. Muitas pessoas, incluindo fãs, protestaram e discordaram da decisão. Jermaine Jackson, irmão mais velho de Michael, escreveu uma carta aberta à Colony NorthStar expressando sua discordância com a decisão deles.
Em maio de 2016, o rancho de 1 100 hectares, de propriedade conjunta do espólio de Michael Jackson e da Colony NorthStar, foi colocado à venda pela Sotheby's International Realty com um preço inicial de 100 milhões de dólares. O preço incluía a mansão de estilo normando com seis quartos, com uma área de 1.170,4 m², o lago de 1,62 hectares com uma cachoeira, uma casa com piscina, três casas de hóspedes, uma quadra de tênis e um cinema e palco com uma área de 510 m². A estação de trem e os trilhos também foram incluídos. De acordo com a Time, os proprietários estavam procurando um comprador que não planejasse transformar o rancho em um museu dedicado a Michael.
Devido à falta de interesse, o preço pedido pelo rancho caiu para 67 milhões de dólares em fevereiro de 2017. A propriedade ainda estava no mercado no início de 2018, pelo mesmo preço, com a franquia imobiliária Coldwell Banker. Em fevereiro de 2019, o preço pedido foi reduzido para 31 milhões de dólares. O corretor do rancho disse que nada mudou, exceto o preço. As estruturas e paisagismo ainda estavam sendo mantidos.
Em dezembro de 2020, o bilionário Ron Burkle, ex-amigo da família de Michael  Jackson, comprou a propriedade por 22 milhões de dólares como uma "oportunidade de land banking (estoque de terrenos)".